# Somewhere in Time
Somewhere in Time är Iron Maidens sjätte studioalbum, utgivet den 29 september 1986. 

## Låtlista
| 1. | "Caught Somewhere in Time" | Steve Harris | 7:22 |
| 2. | "Wasted Years"             | Adrian Smith | 5:06 |
| 3. | "Sea of Madness"           | Smith        | 5:42 |
| 4. | "Heaven Can Wait"          | Harris       | 7:24 |

| 5.           | "The Loneliness of the Long Distance Runner" | Harris              | 6:31  |
| 6.           | "Stranger in a Strange Land"                 | Smith               | 5:43  |
| 7.           | "Deja-Vu"                                    | Dave Murray, Harris | 4:55  |
| 8.           | "Alexander the Great (356-323 BC)"           | Harris              | 8:35  |
| Total längd: | Total längd:                                 | Total längd:        | 51:18 |

## Medverkande
- Steve Harris – basgitarr
- Adrian Smith – gitarr
- Dave Murray – gitarr
- Bruce Dickinson – sång
- Nicko McBrain – trummor

## Inspelning
Efter den omfattande World Slavery Tour 1984–85 som pågick i 331 dagar och omfattade 187 konserter var främst Bruce Dickinson utmattad. Efter att först ha funderat över att helt sluta med musik ville han istället att bandet skulle ta en ny riktning och föreslog akustiskt material, som Steve Harris och resten av bandet ratade.
Bandet tog först fyra månader ledigt, då Harris, Adrian Smith och Dave Murray började experimentera med ny musikutrustning, som gitarrsynthar och bassynthar vilket skulle bli signifikant för albumet.
Efter att Dickinsons akustiska material ratats valde han att inte bidra något mer till låtskrivandet utan enbart stå för sång. Istället tog Smith större plats och bidrog för första gången med helt egenskrivna låtar. Även om temat tid och rum återkommer i flera av albumets låtar var tanken aldrig att göra ett konceptalbum.
Det blev bandet dyraste album, då bas och trummor spelades in på Bahamas, gitarr och sång i Nederländerna och mixen gjordes i New York. Producent var Martin Birch som hade producerat samtliga av bandets album sedan Killers (1981).

## Låtdetaljer
"Stranger in a Strange Land" har lånat sin titel, och eventuell inspiration, från science fiction-romanen Främling på egen planet av Robert A. Heinlein. Termen "brave new world" är ursprungligen Shakespeare och kommer från pjäsen Stormen. 
"The Loneliness of the Long Distance Runner" baseras på novellen av Alan Sillitoe och filmen med samma namn.
Citatet som inleder "Alexander the Great (356-323 BC)" är inläst av Graham Chapman från Monty Python, och titelpersonen är Alexander den store. 

## Omslaget
Omslaget skapades av Derek Riggs och visar en cyborg-version av bandmaskoten Eddie i en Blade Runner-inspirerad, futuristisk stadsmiljö. Precis som Powerslave-omslaget omsluter illustrationen både fram och baksida, och förutom att bandet själva syns i stadsbilden förekommer en mängd referenser till deras tidigare verk och diverse intressen. Exempel på referenser: klockan visar 23:58, gatunamnet Acacia, Horusögat från låten Powerslave, soptunnan från albumomslaget till Iron Maiden, liemannen från omslaget till The Trooper, Ancient Mariner Seafood Restaurant, The Ruskin Arms, som var en av de tidigaste klubbarna som bandet spelade på, en skylt till Long Beach Arena där Live After Death spelades in, Ikaros från Flight of Icarus, "Sand Dune" från To Tame A Land, pyramider från Powerslave-omslaget, "Aces High Bar" och en Spitfire, och fotbollsresultatet West Ham 7 - Arsenal 3 vilket anspelar på Harris stora passion för West Ham United.

## Singlar
- "Wasted Years" - Utgiven 6 september 1986. Nådde plats 18 på brittiska singellistan.
- "Stranger in a Strange Land" - Utgiven 22 november 1986. Nådde plats 22 på brittiska singellistan.

## Turné
Albumturnén kallades Somewhere on Tour, och omfattade 151 konserter, från september 1986 till maj 1987.
Alla låtar på albumets har framförts live, förutom "Deja Vu". Låten "Alexander The Great" spelades för första gången i Ljubljana, Slovenia 5/28/23  .
"Wasted Years" och "Heaven Can Wait" hör till de låtar som Iron Maiden spelats allra mest live.